# Thủy hử (phim truyền hình 2011)
Tân Thủy hử (tiếng Trung: 水浒传, tiếng Anh: All Men Are Brothers) là một bộ phim truyền hình Trung Quốc do Đài truyền hình Trung ương Trung Quốc sản xuất và phát hành vào năm 2011 dựa theo Tiểu thuyết cùng tên của Nhà văn Thi Nại Am (một trong tứ đại danh tác) của văn học cổ điển Trung Quốc.

## 108 Anh hùng Lương Sơn Bạc
- Tống Giang - Trương Hàm Dư
- Lư Tuấn Nghĩa - Vương Kiến Tân
- Ngô Dụng  - Lý Tông Hàn
- Quan Thắng - Bảo Lực Cao
- Công Tôn Thắng - Cảnh Cương Sơn
- Lâm Xung - Hồ Đông
- Tần Minh - Triệu Tần Sinh
- Hô Diên Chước - Nghiêm Hồng Trí
- Hoa Vinh - Trương Địch
- Lý Ứng - Bạch Liên Tài
- Sài Tiến - Huỳnh Hải Băng
- Chu Đồng - Vu Ngạn Khải
- Lỗ Trí Thâm - Tấn Tùng
- Võ Tòng - Trần Long
- Đổng Bình - Vu Bác
- Trương Thanh  - Trương Hiểu Thần
- Dương Chí - Cao Hổ
- Từ Ninh - Vương Lực
- Sách Siêu - Lưu Hải Long
- Đới Tung - Vu Bác Ninh
- Lưu Đường - Khấu Chiêm Văn
- Lý Quỳ - Khang Khải
- Sử Tiến - Hàn Đống
- Mục Hoằng - Tôn Tiểu Phi
- Lôi Hoành - Bạch Hải Long
- Lý Tuấn - Vu Tiểu Vũ
- Nguyễn Tiểu Nhị - Triệu Soái
- Trương Hoành - Lưu Kế
- Nguyễn Tiểu Ngũ - Lưu Địch Phi
- Trương Thuận - Ngụy Bỉnh Hoa
- Nguyễn Tiểu Thất - Trương Hạo Tường
- Dương Hùng - Na Chí Đông
- Thạch Tú - Lưu Quán Tường
- Giải Trân - Trương Chí Thần
- Giải Bảo - Đỗ Bằng
- Yến Thanh - Nghiêm Ngật Khoan
- Chu Vũ - Trình Thành
- Hoàng Tín - Na Gia Vệ
- Tôn Lập - Dương Nghệ
- Tuyên Tán - Phan Ca
- Hác Tư Văn - Tôn Tân Hạo
- Hàn Thao - Đoan Dương
- Bành Kỷ - Trần Song Đào
- Đan Đình Khuê - Chu Kiệt
- Ngụy Định Quốc - Giang Tiểu Mộng
- Tiêu Nhượng - Bạch Trí Thành
- Bùi Tuyên - Kỷ Thiên Song
- Âu Bằng - Trương Xung
- Đặng Phi - Đặng Phi
- Yến Thuận - Ngô Mãi Nhĩ Giang (hay Doãn Trạch Cường)
- Dương Lâm - Hạ Thiên
- Lăng Chấn - Cảnh Tễ
- Tưởng Kính - Điền Dã
- Lã Phương - Tôn Bột Dương
- Quách Thịnh - Dương Đường
- An Đạo Toàn - Trần Đại Thành
- Hoàng Phủ Đoan - Điền Văn Đào
- Vương Anh - Vương Xuân Nguyên
- Hổ Tam Nương - Lưu Tiểu Tiểu
- Bào Húc - Dương Tân
- Phàn Thụy - Lưu Chương Ấn
- Khổng Minh - Vương Tăng Kỳ
- Khổng Lượng - Lưu Lượng
- Hạng Sung - Ứng Hạo Minh
- Lý Cổn - Châu Danh Dương
- Kim Đại Kiên - Quách Tiểu An
- Mã Lân - Trương Trì
- Đồng Uy - Hồng Nhất Bình
- Đồng Mãnh - Hồ Mãnh
- Mạnh Khang - Tôn Kiến Đông
- Hầu Kiện - Lý Hải Sơn
- Trần Đạt - Trương Tiểu Mẫn
- Dương Xuân - Dương Sâm
- Trịnh Thiên Thọ - Cao Hải
- Đào Tông Vượng - Tôn Phúc Lợi
- Tống Thanh - Lý Tiều Long
- Nhạc Hòa - Hạ Hiền Uy
- Cung Vượng - Đông Hai
- Đinh Đắc Tôn - Tử Lương
- Mục Xuân - Lưu Bác
- Tào Chính - Lưu Ngọc Long
- Tống Vạn - Quách Ba
- Đỗ Thiên - Cao Chiếu
- Tiết Vĩnh - Lý Thụ
- Thi Ân - Lưu Tử Hách
- Lý Trung - Lý Vĩnh Lâm
- Chu Thông - Tạ Chương
- Thang Long - Lưu Dũng
- Đỗ Hưng - Thu Phong
- Trâu Uyên - Ngô Khắc Cương
- Trâu Nhuận - Vương Phỉ
- Chu Quý - Lý Thái Diên
- Chu Phú - Viên Mân
- Sái Phúc - Lý Quốc Bình
- Sái Khánh - Trịnh Tích Long
- Lý Lập - Lữ Nguyên Điền
- Lý Vân - Cát Mẫn
- Tiêu Đĩnh - Khấu Quân
- Thạch Dũng - Lý Hải Đông
- Tôn Tân - Trương Tân Hách
- Cố Đại Tẩu - Hồ Khả
- Trương Thanh - Mao Trúc
- Tôn Nhị Nương - Hà Giai Di
- Vương Định Lục - Thôi Dương
- Úc Bảo Tứ - Cát Tử
- Bạch Thắng - Lưu Quán Lân
- Thời Thiên - Lưu Phong Siêu
- Đoàn Cảnh Trụ - Trần Lương Hạo

## Các nhân vật khác
- Vương Luân - Lý Hạo Hàn (Li Hao-Han)
- Tiều Cái - Lữ Lương Vĩ
- Sử Văn Cung - Từ Hướng Đông (Xu Xiang-Dong)
- Loan Đình Ngọc - Kế Xuân Hoa
- Võ Đại Lang - Qiang Long
- Phan Kim Liên - Can Đình Đình
- Tây Môn Khánh - Đỗ Thuần
- Tưởng Môn Thần tự Giang Trung - Hàn Đông (Han Dong)
- Tô Đông Pha - Đồng Đại Vĩ
- Vua Tống Huy Tông - Dương Tử
- Túc Nguyên Cảnh (Túc ái khanh) - Dương Niệm Sinh (Yang Nian-Sheng)
- Sái Kinh (Sái Thừa tướng) - Tiết Trọng Thụy (Xue Zhong-Rui)
- Đồng Quán (Đồng Thái sư) - Chu Minh Sơn (Zhou Ming-Shan)
- Cao Cầu (Cao Thái úy) - Lý Tử Hùng
- Cao Khảm  (con trai Cao Cầu) - Triệu Tập Dương
- Trương Thị (vợ Lâm Xung) - Viên Vịnh Nghi
- Lý Sư Sư - An Dĩ Hiên
- Cừu Quỳnh Anh - Hoàng Doanh Tuyền (Huang Ying-Xuan)
- Phương Lạp - Ngô Trác Hàn (Andrew Wu Zhuo-Han)
- Bàng Vạn Xuân - Nhậm Hi Hồng (Ren Xi-Hong)
- Hồng Thái úy - Trương Thiết Lâm

## Phát sóng quốc tế
| Quốc gia   | Nhan đề phim | Ngày phát sóng                       | Kênh truyền hình                                     |
| ---------- | ------------ | ------------------------------------ | ---------------------------------------------------- |
| Hồng Kông  | Thủy hử      | 23h45-00h45, ngày 1 tháng 5 năm 2011 | TVB                                                  |
| Đài Loan   | Thủy hử      | 20h-22h, ngày 25 tháng 7 năm 2011    | CTV                                                  |
| Đài Loan   | Thủy hử      | 20h-21h, ngày 29 tháng 8 năm 2011    | NTV Variety                                          |
| Trung Quốc | Tân Thủy hử  | 19h30-21h15, ngày 2 tháng 8 năm 2011 | - An Huy TV - Sơn Đông TV - Dragon TV - Thiên Tân TV |